# Gilberto (football, 2001)
Pour les articles homonymes, voir Gilberto.
Gilberto, de son vrai nom Deivi Miguel Vieira, est un footballeur international angolais, né le 10 mars 2001 à Luanda. Il joue au poste d'ailier aux Orlando Pirates.

## Biographie

### En club
Gilberto joue à l'AS Aviação, au Real Sambila, au Recreativo do Libolo avant de rejoindre le Petro de Luanda en 2022. Lors de sa première saison, il inscrit 13 buts et 5 passes décisives en 38 rencontres. Il remporte le championnat et la coupe d'Angola lors de cette même saison.

### En sélection
Gilberto honore sa première sélection en équipe d'Angola le 28 août 2022 face à l'Afrique du Sud dans le cadre des qualifications au CHAN 2022. Lors du match retour le 4 septembre, il inscrit son premier but international.
Il dispute son premier avec l'équipe A (les joueurs du CHAN doivent nécessairement évoluer dans leur pays) le 17 novembre 2022 en amical face au Botswana.
Lors de la phase de groupes du CHAN 2022, il inscrit un but lors du match nul 3-3 face au Mali puis est élu homme du match contre la Mauritanie.
Il dispute son premier match officiel avec l'équipe A le 27 mars 2023 contre le Ghana en qualifications à la CAN 2023.
Non convoqué dans un premier temps, Gilberto est finalement sélectionné pour participer à la CAN 2023 après le forfait de M'Bala Nzola. S'il ne joue pas la première rencontre contre l'Algérie, il est titularisé pour le match suivant contre la Mauritanie et marque un but. Il ne sort plus du onze titulaire au cours de la suite de la compétition.

## Palmarès
- Petro de Luanda
  - Vainqueur du Championnat d'Angola en 2023
  - Vainqueur de la Coupe d'Angola en 2023